# Alan Foggon
Alan Foggon (* 23. Februar 1950 in West Pelton, Chester-le-Street, Durham) ist ein ehemaliger englischer Fußballspieler. Foggon war für seine Schnelligkeit und seinen harten Schuss bekannt.

## Karriere
Foggon begann seine Profi-Karriere bei Newcastle United, wo er in rund vier Jahren in 61 Spielen 14 Tore erzielen konnte. Sein Debüt gab er bei einem 0:0 gegen Arsenal London. Nach der Saison 1971 wechselte er zu Cardiff City, wo er in siebzehn Spielen einen Torerfolg feiern durfte. Er wechselte daraufhin zum FC Middlesbrough, wo er seine produktivste Zeit mit 45 Toren in 115 Spielen hatte. 1976 wechselte er für kurze Zeit jeweils zu den Hartford Bicentennials und den Rochester Lancers. Noch im selben Jahr verpflichtete ihn dann Manchester United. Dort spielte er aber nur 3 Spiele, bevor er aufgrund schlechter Leistungen zum AFC Sunderland wechselte. Ab der Zeit bei Manchester konnte er bei den insgesamt vier Vereinen in 51 Spielen nur zwei Tore erzielen. Es wurde gesagt, dass er immer zur falschen Zeit am falschen Ort gewesen sei in dieser Zeit.
Foggon spielte bei zwei Europa-League-Spielen mit und konnte dort ein Tor erzielen.
Er beendete seine Karriere bei den Vereinen Consett AFC und FC Whitley Bay.